# Paloma Pedrero
Paloma Pedrero (Madrid, 3 de julio de 1957) es una actriz, guionista, directora, autora teatral y profesora de arte dramático española.

## Biografía
Licenciada en Antropología Social por la Universidad Complutense de Madrid. Diplomada en Psicología Gestáltica por el Instituto Internacional de Florencia. Ha estudiado Arte Dramático con diversos profesores nacionales y extranjeros, como Zulema Katz, Alberto Wainer, Dominic de Facio o John Strasberg.
También es autora de guiones de cine, poesía, narrativa, ensayo, y así como de numerosas ediciones críticas. Colabora como articulista en diferentes medios de comunicación (Diario 16, El Mundo, ABC, La Razón, Yo Dona, etc.). Es una de las figuras de la dramaturgia española más estudiada y representada internacionalmente. Es profesora de la Escuela de guion Pacífico Archivado el 3 de diciembre de 2023 en Wayback Machine..
Fue fundadora en 1978 del grupo independiente “Cachivache”, con el que comienza su carrera profesional como actriz y dramaturga.
Fundadora y presidenta de la ONG “Caídos del Cielo”, dedicada a ayudar, a través del teatro, a las personas en riesgo de exclusión social.
En 2015 abordó el delicado asunto de los Atentados del 11 de marzo de 2004 en Madrid en su obra Ana el once de marzo, que codirigió junto a Pilar Rodríguez. La obra estaba protagonizada por María José Alfonso y trata sobre distintas mujeres (la madre, la esposa y la amante) de un pasajero de los trenes el día de los atentados, que van entretejiendo su relato. Pertenece a una promoción de autores cultivadores del metateatro, como Ignacio del Moral (1957), Ernesto Caballero (1957), Jorge Márquez (1958) y María Manuela Reina (1958).

## Obra dramática
- La llamada de Lauren… (1984).

Estrenos señalados:
Centro Cultural de la Villa, Madrid, 1985, dirección Alberto Wainer; Teatro Zorrilla, Valladolid, 1985, dirección Juan Antonio Quintana; La Cartoucherie, París (Francia), 1990, dirección de Panchika Vélez; FITEI, Porto (Portugal); Colegio Médico de Concepción, Concepción (Chile), dirección Berta Quiroga; Pace Theatre, Nueva York (EE.UU), 1997, dirección Chris Mack. Reestreno en España: Sala Cuarta Pared, Madrid, 2002, dirección Aitana Galán.
- Resguardo personal (1985).

Estrenos señalados: 
Taller de Autores del Centro Nacional de Nuevas Tendencias Escénicas, España, 1986, dirección Paloma Pedrero; Pace Theatre, Nueva York, (EE.UU), 1991, dirección Timur Djordadze; Francia, 2001, dirección Michel Trillot.
- Invierno de luna alegre (1985).

Estrenos señalados: 
Teatro Maravillas, Madrid, 1989, dirección Paloma Pedrero. Reestreno en el Círculo de Bellas Artes, Madrid, 1996.
- Besos de lobo (1986).

Escrita sobre el diálogo Imagen doble, de 1983.
Estrenos señalados:
Hobart and Willyam Smith Colleges, California, (EE.UU.), 1991, dirección Jennifer Cona; Triple Crown, Londres (Inglaterra), 2000, dirección Margo Ford-Johansen; Teatro Chashama, Broadway, Nueva York (EE.UU.), 2002, dirección David Gaard.
- El color de agosto (1987).

Estrenos señalados:
Centro Cultural Galileo, Madrid, 1988, dirección Pepe Ortega; Pace Theatre, New York (EEUU), 1991, dirección Timur Djordjadze; Thèatre du Rènard, Francia, 1994 dirección de Panchika Velez; Teatro Giratablas, San José (Costa Rica), 1997, dirección Fernando Vinocour; La Habana (Cuba), 1996, dirección Giraldo Moisés. Reestrenos en Madrid (Teatro Alfil, 1993 y Teatro Arlequín, 2006) y Francia (Theatre le Proscenium, 2002).
- La isla amarilla (1988).

Estrenos señalados: 
Cárcel de mujeres de Carabanchel, Madrid, 1995, dirección Elena Cánovas; Barco de Valdeorras, 2001, dirección Anxeles Cuña.
- Noches de amor efímero (Esta noche en el parque, La noche dividida y Solos esta noche), 1987-1989.

Estrenos señalados: 
Casa de Cultura de Collado-Villalba, Madrid, 1990, dirección Jesús Cracio; Teatre du Chaudron, París (Francia), 1995, dirección Panchika Velez; Pace Theatre, New York (EE.UU), 1991, dirección de Timur Djordjadze; Lyric Hammersmith Studio, Londres (Inglaterra), 1993, dirección Lisa Forrell; Teatro de la Inspiración, Praga (Checoslovaquia), 2001; Teatro Cervantes, Valladolid, 2002, dirección Ernesto Caballero; Teatro Bellas Artes, Madrid, 2003; Teatro Ensayo 100, Madrid, 2002, dirección Carlos Bolívar, Teatro Nacional de Brno (República Checa), 2004; Teatro Estudio Eleonora Duse, Roma (Italia), 2004, dirección Tiziana Bergamaschi; Teatro Brancaccio, Roma (Italia), 2004, dirección Ennio Coltorti.
- Una estrella (1990).

Estrenos señalados:
Saint Paul-les-Dax (Francia), 1998; Teatro Romea de Murcia, 1999, dirección de Panchika Velez y Paloma Pedrero; Hofheimer Theater, Virginia (EE.UU.), dirección Rick Hite y teatro L Atrium de Dax, Francia, 2003, dirección Panchika Velez. Emisión nacional en TVE en el programa Lo tuyo es puro teatro, e internacional a través del canal exterior de TVE, año 2000, realizador Rafael Galán.
- El pasamanos (1994).

Estrenos señalados:
Teatro Nacional de San José, Costa Rica, 1999, dirección Marielos Elizondo.
- Locas de amar (1994)

Estrenos señalados:
Centro Cultural de la Villa de Madrid, 1996, dirección Paloma Pedrero.
- La noche que ilumina (1995).

Estrenos señalados:
Teatro Cervantes, Valladolid, 2002, dirección: Ernesto Caballero.
- De la noche al alba (1995).

Estrenos señalados:
Teatro Cervantes, Valladolid, 2002, dirección: Ernesto Caballero.
- Cachorros de negro mirar (1995).

Estrenos señalados: 
Sala Cuarta Pared, Madrid, 1999, dirección Aitana Galán; The Bitter Truth Play House, California (EE.UU.), 2003, dirección Abraham Celaya; teatro Forum Romeu Correia, Lisboa (Portugal), 2003 dentro del Festival de Almada, dirección Carlos Antonio.
- En el túnel un pájaro (1997).

Estrenos señalados:
Teatro Hubert de Blank, La Habana (Cuba), 2003, dirección Pancho García y Teatro García Lorca, Getafe, Madrid, en el Festival Internacional Madrid Sur, octubre de 2004.
- Los ojos de la noche (1998).

Estrenos señalados:
Teatro Nacional de Cuba, La Habana (Cuba), 2006, dirección Pancho García; Sala Ítaca, Madrid, 2007 y Sala Versus, Barcelona, 2007.
- Las aventuras de Viela Calamares (1998).

Teatro infantil, en colaboración con Ana Rossetti y Margarita Sánchez. 
- Viela, Enriqueto y su secreto (1999).

Teatro infantil con Ana Rossetti y Margarita Sánchez.
- La actriz rebelde (2001).

Monólogo breve.
Estrenos señalados:
Junto a otros monólogos en el espectáculo La confesión, Círculo de Bellas Artes, Madrid, 2001 y Valencia SGAE, Donas a escena, 2007.
- Balada de la mujer fea (2001).

Monólogo breve.
- Yo no quiero ir al cielo (Juicio a una dramaturga) (2002).

Monólogo para la Universidad Menéndez Pelayo de Santander, agosto de 2002, interpretado por la autora.
- ¿Vosotros qué pensáis? (2003).

Monólogo breve.
Estrenos señalados:
Círculo de Bellas Artes, Madrid, 2004; Alicante, 2005 (dentro del espectáculo Beso a Beso), dirección Elena Cánovas, Teatro Victoria Eugenia, San Sebastián, 2007, dirección Paloma Pedrero (dentro de la gala-espectáculo Mujeres de teatro y cine).
- En la otra habitación (2003).

Estrenos señalados:
Lectura dramatizada en el Rose Bruford Collage de Londres, 2005 (The other place, traducción de Michael Thompson).
- Magia Café (2001-2004).

- Un cuento romántico (2004).

- Sobre un relato de agosto de 2003.

- Ana el once de Marzo (2004).

Estrenos señalados: 
Círculo de Bellas Artes, Madrid, 11 de marzo de 2005, dirección Adolfo Simón; Hackney Empire, Londres (Inglaterra), 2006, dirigida por Robert Shaw y Actors Playhouse, Nueva York (EE.UU.), dirección Anajali (Fringe Festival Internacional); SLEZSKÉ DIVADLO OPAVA (Teatro Nacional de Opava (Moravia); VÁS ZVE (República Checa), el 17 de enero de 2010. Traducción Sarka Valverde. Dirección Jana Janeková; Atenas, Teatro, 2 de febrero de 2010; estreno en Puerto Rico el 11 de diciembre de 2013, bajo la dirección de Camille Malavé, (Universidad de Puerto Rico).
- Beso a Beso (2005).

Monólogos y diálogos sobre primeros y últimos besos.
Estrenos señalados: 
Teatro Principal, Alicante, 2005, dirección Elena Cánovas.
Alternativa teatral. Buenos Aires, 2010; dirección Julia Doynel.
- Caídos del cielo (2008)

Estrenos señalados:
Teatro Fernán Gómez, Madrid, 2008, dentro del XXV Festival de Otoño de Madrid. dirección Paloma Pedrero.
Se reestrenó el 19 de mayo de 2009 en el Teatro Fernán Gómez de Madrid, hasta el 31 de mayo.
Fue finalista al premio Valle-Inclán como acontecimiento teatral más importante del año 2009.
- La polla negra (2009)

- La nevada (2009)

- Noches confundidas: La noche de ellas (2009) y Qué noche me espera (2007)

- Caídos del Cielo 2 (El secuestro)

Basado en Caídos del cielo más el monologo La polla negra.
Estrenos señalados:
Teatro Bulevar de Torrelodones, (Madrid) 2009, dirección Paloma Pedrero.
Actualmente sigue de gira por diferentes ciudades y pueblos de España.
- Androide mío (2010)

## Directora de escena
- Invierno de luna alegre, de Paloma Pedrero. Estreno absoluto, Teatro Maravillas, Madrid, 1989.
- Locas de amar de Paloma Pedrero. Estreno absoluto, Centro Cultural de la Villa, Madrid, 1996.
- Una estrella (Codirección con Panchika Vélez) de Paloma Pedrero. Estreno absoluto, Teatro Romea, Murcia, 1998.
- Noches de amor efímero (Esta noche en el parque, La noche dividida, De la noche al alba, Solos esta noche) de Paloma Pedrero. Estreno absoluto, Centro Cultural Buenavista, Madrid, 2000.
- Resguardo personal, de Paloma Pedrero. Estreno absoluto, Taller de Autores del Centro Nacional de Nuevas Tendencias Escénicas, Madrid, 1986.
- Pic-nic de Fernando Arrabal, estreno el 19 de junio de 2000, Teatro Alfil, Madrid.
- Caídos del cielo de Paloma Pedrero. Estreno absoluto en el Teatro Fernán Gómez de Madrid, dentro del XXV Festival de Otoño 2008.
- El secuestro (basado en Caídos del cielo más el monólogo La polla negra. Estreno absoluto, Teatro Bulevar de Torrelodones, 2009.

## Lecturas dramatizadas: semimontajes
- Las señoritas de Siam de E. M. Blanchet, estreno Sala Manuel de Falla, SGAE, Madrid, 1996.
- Y MAGIA CAFÉ??
- Es así, de María Lejárraga (María Martínez Sierra), estreno Sala Manuel de Falla, SGAE, 2009.

## Experiencia docente
- 1987 y 1988. Clases de teatro en el Colegio García Lorca de Madrid.
- 1990. Taller de Estructura Dramática para jóvenes autores del Centro Nacional de Nuevas Tendencias Escénicas, del Ministerio de Cultura.
- 1991 y 1992. Seminarios de teatro para profesores de Lengua y Literatura de Institutos (CEP) Ministerio de Educación y Ciencia.
- 1993. Talleres teatrales en Ciudad Real y Toledo.
- 1994. Taller de Escritura Teatral en Rentería (Guipúzcoa) y otro en Cuenca.
- 1995. Taller en la Escuela de Arte Dramático de Murcia.
- 1996. Curso de escritura teatral en la Universidad del Mar de Murcia.
- 1997. Taller Universidad Politécnica.
- 1988. Taller Universidad Politécnica (Ver fechas)
- 1999. Taller en Alcorcón.
- 1999. Taller de escritura en San José. Costa Rica.
- 1999. Taller en Zacatecas. México.
- 2000 a 2003. Da clases de Interpretación y Escritura en el TAI de Madrid.
- 2000. Taller para escritores cubanos. Sala Hubert Le Blanck, La Habana. Cuba.
- 2002. Taller de 30 horas en la AAT (Asociación de autores de Teatro).
- 2003. Taller en la Casa de América. Madrid.
- 2006. Taller en la AAT de Madrid.
- 2008. Taller en la Unión de actores. San Sebastián.

## Premios y reconocimientos
- II Premio de Teatro Breve de Valladolid (1984) a La llamada de Lauren.
- Accésit en el I Premio Nacional de Teatro Breve de San Javier (1987) a El color de agosto.
- Premio Tirso de Molina (1987) a Invierno de luna alegre.
- Premio a la mejor autoría de la VI Muestra Alternativa de Teatro del Festival de Otoño de Madrid (1994) por Noches de amor efímero / Nuits d amour éphémère presentada por la Compañía francesa Arguia Theatre dirigida por Panchika Velez, y por Invierno de luna alegre, de la compañía Las Yeses, dirigida por Elena Cánovas.
- Premio de la crítica (2003) a En el túnel un pájaro, UNEAC, La Habana.
- Premio de la crítica, premio del público y tercer premio del jurado a Solos esta noche (de Noches de amor efímero) en el Festival de Roma Attori in cerca d’ autori de autores italianos y europeos.
- Accésit Premio SGAE 2004 a Magia Café.
- Homenaje de la Muestra de Autores Contemporáneos. Alicante, noviembre de 2005.
- Nominada al I premio Valle Inclán de Teatro por Beso a Beso. Madrid, abril de 2007.
- I Premio Talía de Teatro (2008) a Caídos del cielo, concedido por UNESCO Madrid y el Instituto Internacional del Teatro.
- Nominada al III premio Valle Inclán de Teatro por Caídos del cielo, 2009.
- Medalla del CELCIT 2010 (Centro Latinoamericano de Creación e Investigación Teatral).